# Ма Лун
Ма Лун  (кит.: 马 龙, 20 жовтня 1988) — китайський настільний тенісист, олімпійський чемпіон. Єдиний гравець у світі — дворазовий олімпійський чемпіон в одиночному розряді

## Виступи на Олімпіадах
| Олімпіада           | Дисципліна       | Місце |
| ------------------- | ---------------- | ----- |
| Лондон 2012         | командний розряд | 1     |
| Ріо-де-Жанейро 2016 | одиночний розряд | 1     |
| Ріо-де-Жанейро 2016 | командний розряд | 1     |
| Токіо 2020          | одиночний розряд | 1     |
| Токіо 2020          | командний розряд | 1     |

## Зовнішні посилання
- Досьє на sport.references.com [Архівовано 16 грудня 2012 у Wayback Machine.]
- Чемпіон Китайських національних ігор 2013 [Архівовано 27 вересня 2013 у Wayback Machine.]
- Чемпіон Азії 2013 [Архівовано 27 вересня 2013 у Wayback Machine.]